# 1836年の相撲
1836年の相撲（1836ねんのすもう）は、1836年の相撲関係のできごとについて述べる。

## 興行
- 2月場所（江戸相撲）[1]
  - 興行場所:本所回向院
  - 3月22日（旧2月6日）より晴天10日間興行
    - 6日目で打ち切り。
- 9月場所（大坂相撲）[2]
  - 興行場所:難波新地
  - 10月20日（旧9月11日）より晴天10日間興行
    - 8日目で打ち切り。
- 11月場所（江戸相撲）[3]
  - 興行場所:本所回向院
  - 12月18日（旧11月11日）より晴天10日間興行